# Frisenvold
Frisenvold er en tidligere hovedgård i Ørum Sogn i det tidligere Galten Herred, Randers Amt, nu Randers Kommune, Region Midtjylland. Gården hed tidligere Tordrup Slot og Torupgaard og er kendt tilbage til 1310, hvor den ejedes af Johannes Niclessøn, senere af af Marsk Stigs efterkommere – af hr. Stig Andersen blev den 1342 tilbagekøbt af dennes bror Offe Andersen, dernæst af hr. Anders Offesen (død 1404), der 1374-1375 solgte det til Valdemar Atterdag, der imidlertid døde, før handlen blev effektueret. Slottet blev nedrevet allerede omkring 1550, og materialerne brugt til opførelsen af Dronningborg Slot og kloster. En hovedbygning var fra 1661, opført af Mogens Friis, der i 1672 fik godset oprettet til baroniet Frisenvold, men det ophævedes allerede i 1683, da hans enke på grund af gæld måtte sælge Frisenvold til kongen; en senere hovedbygning blev opført i begyndelsen af 1800-tallet. Der har været birkeret knyttet til gården til 1819. I 1924 blev det meste af jorden solgt fra og udstykket til 20 statshusmandsbrug
Mest kendt er navnet nok fra Frisenvold Laksegård, der hørte til gården. Det var et fangstanlæg ved den nærliggende Gudenå, en væsentlig indtægtskilde, men samtidig en alvorlig forhindring for pramfarten på Gudenåen. Den eksisterede allerede i 1661, da den nævnes i Mogens Friis’
skøde. Eneretten bortfaldt ved
Lov af 7/4 1900, der regulerede fiskeriforholdene i Gudenå og Randers Fjord og 
gik ud på at oparbejde åen til et laksevand.